# Chrześcijańskie Stowarzyszenie Społeczne
Chrześcijańskie Stowarzyszenie Społeczne (ChSS) – istniejące w latach 1957–1989 koncesjonowane przez władze PRL ugrupowanie społeczno-polityczne, skupiające chrześcijan różnych wyznań.

## Historia
W listopadzie 1956 grupa 40 działaczy Stowarzyszenia „Pax” dokonała secesji i utworzyła Chrześcijański Instytut Społeczny, przemianowany w 1957 na Chrześcijańskie Stowarzyszenie Społeczne. Prezesami tej organizacji byli kolejno: Jan Frankowski (do 1968), Zygmunt Filipowicz (do 1974), Kazimierz Morawski (do 1989). Do prominentnych działaczy ugrupowania zaliczali się m.in.: Dominik Horodyński, Wojciech Kętrzyński, Konstanty Łubieński, Andrzej Micewski, Stanisław Jan Rostworowski i Jacek Wejroch.
Chrześcijańskie Stowarzyszenie Społeczne miało być w swoim założeniu ogólnochrześcijańską platformą dialogu pomiędzy władzami i społeczeństwem. Nie uznawało się za reprezentanta hierarchii kościelnej, lecz ogółu chrześcijan. W początkowym okresie istnienia nie opowiadało się za pluralizmem światopoglądowym, akceptując dominację marksizmu-leninizmu. Od 1980 zgłaszało postulat poszerzenia swobód wyznaniowych oraz równouprawnienia osób wierzących i niewierzących w życiu publicznym.
Przez Kościół katolicki i liczne grono katolików świeckich było postrzegane jako narzędzie władz komunistycznych w ograniczaniu wpływów kościoła katolickiego w Polsce. Dla wielu osób wierzących tworzyło jednocześnie możliwość uczestnictwa w życiu publicznym, zdominowanym przez wyznającą światopogląd materialistyczny PZPR.
ChSS złożyło swój akces do Frontu Jedności Narodu (1957) i PRON (1982). Reprezentanci ChSS mieli zagwarantowane miejsca w Sejmie PRL (1957–1989) oraz radach narodowych różnych stopni. Przedstawiciele tego ugrupowania pełnili m.in. funkcje przewodniczących miejskich rad narodowych we Wrocławiu (1988–1990) i Hajnówce (1984–1990). Jan Meysztowicz reprezentował ChSS w Trybunale Stanu.
Stowarzyszenie posiadało własny Instytut Wydawniczy Novum. Organy prasowe: „Za i przeciw”, „Tygodnik Polski” – wraz z dodatkiem przeznaczonym dla prawosławnych: „Tygodnikiem Podlaskim” – i polonijny „Hejnał Mariacki”.
W 1989 ChSS przekształciło się w Unię Chrześcijańsko-Społeczną.
W 1974 organizacja liczyła tysiąc członków zrzeszonych w 15 oddziałach, na początku lat 80. – 7 tysięcy, zaś w 1989 – 17,5 tys. członków w 45 województwach i 28 miejskich oddziałach.
W kadencji 1988–1990 ChSS reprezentowało 349 członków w radach narodowych różnego stopnia.